# 別列茲涅古瓦特西克
47°45′14″N 32°16′30″E / 47.75389°N 32.27500°E
別列茲涅古瓦特西克（烏克蘭語：Березнегуватське），是烏克蘭南部的村莊，隸屬尼古拉耶夫州的巴什坦卡區。該村始建於1918年，面積0.99平方公里，海拔高度102米，2001年人口845，人口密度每平方公里853.5人。